# Österreichische Fußball-Frauenmeisterschaft 1979/80
Die österreichische Fußball-Frauenmeisterschaft 1979/80 war die achte Meisterschaft im österreichischen Frauenfußball nach der 35-jährigen Pause zwischen 1938 und 1972. Sie bestand aus der elften Auflage einer höchsten Spielklasse (Damenliga Ost – 1. Leistungsstufe) sowie erstmals einer Auflage einer zweithöchsten Spielklasse (Damenliga Ost 2. Leistungsstufe) und wurde vom Wiener Fußball-Verband veranstaltet.

## Erste Leistungsstufe – Damenliga Ost

### Modus
Jeder spielte gegen jeden zweimal in insgesamt zehn Runden. Ein Sieg wurde mit zwei Punkten belohnt, ein Unentschieden mit einem Zähler.

### Saisonverlauf
Die Liga setzte sich gegenüber dem Vorjahr, in dem sieben Teams teilnahmen, nun wieder aus sechs Vereinen zusammen. Bis auf den nicht vertretenen ESV Parndorf waren alle Mannschaften auch im Vorjahr dabei. Meister wurde der SV Elektra Wien, der damit seinen dritten Titel gewann. Der 1. DFC Leoben musste nicht absteigen, weil keine Mannschaft aus der zweithöchsten Spielklasse berechtigt war, den Gang in die 1. Leistungsstufe anzutreten.

### Abschlusstabelle
Die Meisterschaft endete mit folgendem Ergebnis:
| Pl.                                  | Verein              | Sp. | S | U | N | Tore    | Diff. | Punkte |
| ------------------------------------ | ------------------- | --- | - | - | - | ------- | ----- | ------ |
| 1.                                   | SV Elektra Wien (M) | 10  | 6 | 2 | 2 | 024:130 | +11   | 14     |
| 2.                                   | DFC Ostbahn XI      | 10  | 6 | 1 | 3 | 016:900 | +7    | 13     |
| 3.                                   | USC Landhaus        | 10  | 6 | 0 | 4 | 018:150 | +3    | 12     |
| 4.                                   | SV Aspern           | 10  | 4 | 3 | 3 | 014:700 | +7    | 11     |
| 5.                                   | LUV Graz (C)        | 10  | 3 | 3 | 4 | 016:180 | −2    | 09     |
| 6.                                   | 1. DFC Leoben       | 10  | 0 | 1 | 9 | 004:300 | −26   | 01     |
| Stand: Stand=Endstand. Quelle: RSSSF |                     |     |   |   |   |         |       |        |

| (M) | Österreichischer Fußball-Frauenmeister 1978/79 |
| (C) | ÖFB-Ladies-Cup-Sieger 1978/79                  |
| (N) | Neuaufsteiger der Saison 1978/79               |

Aufsteiger
- Damenliga Ost (2. LSt.): keiner
- Oberösterreich: Union Kleinmünchen

## Zweite Leistungsstufe – Damenliga Ost

### Modus
Jeder spielte gegen jeden zweimal in insgesamt zwölf Runden. Ein Sieg wurde mit zwei Punkten belohnt, ein Unentschieden mit einem Zähler.

### Saisonverlauf
Die Liga setzte aus sieben Vereinen zusammen. Meister wurde eigentlich die B-Mannschaft vom SV Aspern vor der B-Mannschaft von der USC Landhaus. Da beide Vereine allerdings nicht berechtigt waren in die höchste Spielklasse aufzusteigen, da bereits die A-Teams dort spielten, wurde die DSC Alland-Brunn als Meister gewertet, die nicht in die erste Leistungsstufe aufstieg.

### Abschlusstabelle
Die Meisterschaft endete mit folgendem Ergebnis:
| Pl.                     | Verein                   | Sp. | S  | U | N  | Tore    | Diff. | Punkte |
| ----------------------- | ------------------------ | --- | -- | - | -- | ------- | ----- | ------ |
| 1.                      | SV Aspern II             | 12  | 10 | 2 | 0  | 053:900 | +44   | 22     |
| 2.                      | USC Landhaus II          | 12  | 7  | 5 | 0  | 031:600 | +25   | 19     |
| 3.                      | DSC Alland-Brunn         | 12  | 7  | 2 | 3  | 031:210 | +10   | 16     |
| 4.                      | ASV 13                   | 12  | 6  | 2 | 4  | 027:210 | +6    | 14     |
| 5.                      | KSV Wiener Berufsschulen | 12  | 3  | 0 | 9  | 019:330 | −14   | 06     |
| 6.                      | ASV Unterwaltersdorf     | 12  | 2  | 2 | 8  | 011:500 | −39   | 06     |
| 7.                      | USC Halbturn (A)         | 12  | 0  | 1 | 11 | 003:350 | −32   | 01     |
| Stand: Stand: Endstand. |                          |     |    |   |    |         |       |        |

| (A) | Absteiger der Saison 1978/79     |
| (N) | Neueinsteiger der Saison 1978/79 |

Aufsteiger
- Burgenland: keiner
- Niederösterreich: SV Baden, SC Lanzenkirchen, 1. SC Sollenau
- Wien: SV Großfeldsiedlung